# Okhotsk subprefektur
Okhotsk (japanska: オホーツク総合振興局?, Ohōtsuku-sōgō-shinkō-kyoku) är ett förvaltningsområde (subprefektur) i Hokkaido prefektur i Japan. Området ligger på östra delen av Hokkaido vid Ochotska havet. Det omfattar tre städer samt 15 landskommuner. Landskommunerna är grupperade i fyra distrikt, men dessa har ingen administrativ funktion utan fungerar i huvudsak som postadressområden.
Före 2010 hette subprefekturen Abashiri.

## Administrativ indelning
| Namn        | Namn     | Areal (km²) | Folkmängd (2022) | Distrikt       | Typ                  |
| Romaji      | Kanji    | Areal (km²) | Folkmängd (2022) | Distrikt       | Typ                  |
| ----------- | -------- | ----------- | ---------------- | -------------- | -------------------- |
| Abashiri    | 網走市   | 471,00      | 34 621           | inget distrikt | Stad                 |
| Bihoro      | 美幌町   | 438,41      | 17 990           | Abashiri       | Landskommun (köping) |
| Engaru      | 遠軽町   | 1 332,45    | 18 409           | Monbetsu       | Landskommun (köping) |
| Kitami      | 北見市   | 1 427,41    | 113 292          | inget distrikt | Stad                 |
| Kiyosato    | 清里町   | 402,76      | 3 761            | Shari          | Landskommun (köping) |
| Koshimizu   | 小清水町 | 286,89      | 4 493            | Shari          | Landskommun (köping) |
| Kunneppu    | 訓子府町 | 190,95      | 4 530            | Tokoro         | Landskommun (köping) |
| Monbetsu    | 紋別市   | 830,67      | 20 628           | inget distrikt | Stad                 |
| Nishiokoppe | 西興部村 | 308,08      | 1 023            | Monbetsu       | Landskommun (by)     |
| Oketo       | 置戸町   | 527,27      | 2 697            | Tokoro         | Landskommun (köping) |
| Okoppe      | 興部町   | 362,55      | 3 487            | Monbetsu       | Landskommun (köping) |
| Ōmu         | 雄武町   | 636,88      | 4 027            | Monbetsu       | Landskommun (köping) |
| Ōzora       | 大空町   | 343,66      | 6 606            | Abashiri       | Landskommun (köping) |
| Saroma      | 佐呂間町 | 404,94      | 4 680            | Tokoro         | Landskommun (köping) |
| Shari       | 斜里町   | 737,12      | 11 049           | Shari          | Landskommun (köping) |
| Takinoue    | 滝上町   | 766,89      | 2 308            | Monbetsu       | Landskommun (köping) |
| Tsubetsu    | 津別町   | 716,80      | 4 132            | Abashiri       | Landskommun (köping) |
| Yūbetsu     | 湧別町   | 505,79      | 7 947            | Monbetsu       | Landskommun (köping) |